# La Montagnola e Acqua Fitusa
La Montagnola e Acqua Fitusa este o arie protejată (arie specială de conservare — SAC, sit de importanță comunitară — SCI) din Italia întinsă pe o suprafață de 311 ha, integral pe uscat.

## Localizare
Centrul sitului La Montagnola e Acqua Fitusa este situat la coordonatele 37°37′58″N 13°40′02″E / 37.632778°N 13.667222°E.

## Înființare
Situl La Montagnola e Acqua Fitusa a fost declarat sit de importanță comunitară în septembrie 1995 pentru a proteja 1 specie de plante și 14 specii de animale. Situl a fost protejat și ca arie specială de conservare în decembrie 2015.

## Biodiversitate
Situată în ecoregiunea mediteraneană, aria protejată conține 6 habitate naturale: Pante stâncoase calcaroase cu vegetație casmofită, Peșteri inaccesibile publicului, Pseudostepă cu ierburi și specii anuale de Thero-Brachypodietea, Tufărișuri termo-mediteraneene și de pre-deșert, Păduri de Quercus ilex și Quercus rotundifolia, Păduri de stejar alb estice.
La baza desemnării sitului se află mai multe specii protejate:
- plante (1): Dianthus rupicola
- păsări (11): lăcar-de-lac (Acrocephalus scirpaceus), Alectoris graeca whitakeri, ciocârlie-cu-degete-scurte (Calandrella brachydactyla), dumbrăveancă (Coracias garrulus), Falco naumanni, șoim călător (Falco peregrinus), sfrâncioc cu cap roșu (Lanius senator), ciocârlie de pădure (Lullula arborea), ciocârlie de bărăgan (Melanocorypha calandra), turturică (Streptopelia turtur), pupăză (Upupa epops)
- mamifere (2): liliac cu aripi lungi (Miniopterus schreibersii), liliac comun (Myotis myotis)
- reptile (1): Emys trinacris

Pe lângă speciile protejate, pe teritoriul sitului au mai fost identificate 10 specii de plante, 1 specie de păsări, 1 specie de amfibieni, 2 specii de mamifere, 2 specii de reptile.